# Knežci
Knežci is een plaats in de gemeente Pleternica in de Kroatische provincie Požega-Slavonië. De plaats telt 78 inwoners (2001).